# Kostel svatého Mikuláše (Týniště nad Orlicí)
Kostel svatého Mikuláše je římskokatolický farní kostel farnosti Týniště nad Orlicí. Je chráněn jako kulturní památka České republiky.

## Historie
První písemná zmínka o kostele sv. Mikuláše je z roku 1361 v církevní nadační knize, v níž je zapsáno věnování tehdejší vrchnosti, pánů Mutiny a jeho syna Sezemy z Dobrušky, týnišťskému kostelu. Zřejmě se jednalo o dřevěnou stavbu, která několikrát podlehla požárům. Při požáru v roce 1686 byla kromě kostela zničena i velká část městečka. V roce 1692 byla na místě spáleniště zahájena stavba současného zděného kostela. Během 18. století došlo několikrát k rozšíření kostela, charakteristická tvář kostela s průčelní věží je z roku 1794. V roce 1941 bylo na věži přistavěno patro pro hodiny. V roce 2004 až 2009 byla na kostele provedena generální oprava střešních krytin. Nová věžní konstrukce byla osazena v roce 2007-2008 za finančního přispění Ministerstva kultury (náměstek Ing. Tesařík A.) a Královéhradeckého kraje - osobní podpora Ing. Bradíka , tehdejšího hejtmana. Díky duchovním správcům P. A. Jílkovi a potom zvláště P. I. Havlíčkovi se podařilo dílo dokončit.

## Interiér

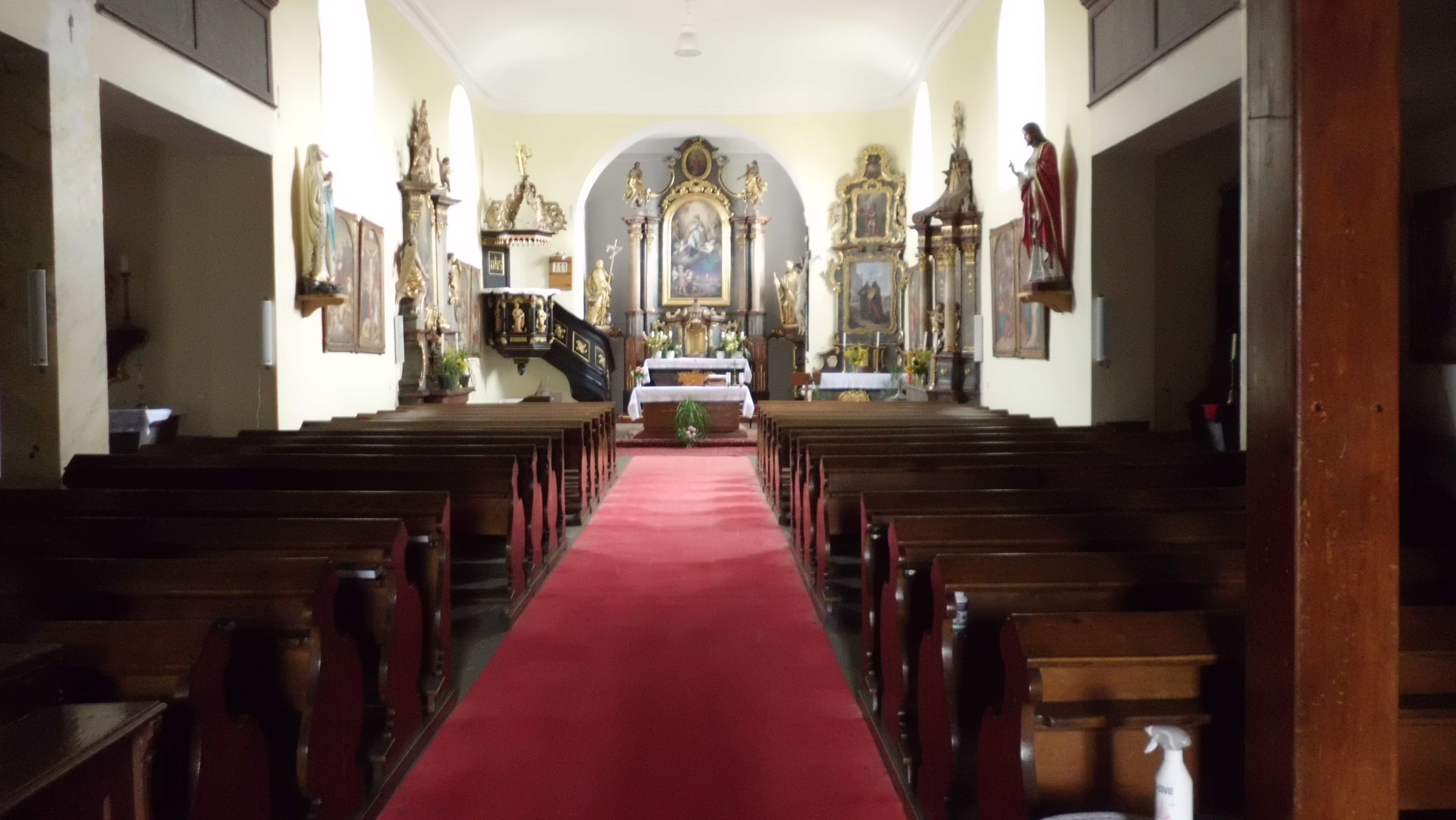
Interiér kostela

Obraz na hlavním oltáři je dílem akademického malíře Jana Umlaufa z tehdejšího Kyšperka (dnes Letohrad).
Na obraze je zajímavé to, že světec sestupuje z nebe k dětem a pod ním je vyobrazeno Týniště nad Orlicí, jak v té době vypadalo za velké povodně, kdy se řeka Orlice rozlila do takové šíře, že po ní mohl plout velký mořský koráb. Tím s nejvyšší pravděpodobností chtěl autor zvýšit dojem rozvodněné řeky. Děti místních vážených občanů byly zachyceny na obraze podle skutečnosti. Dílem Jana Umlaufa jsou i obrazy sv. Cyrila a Metoděje a Jana Nepomuckého. Obraz na oltáři sv. Barbory je od malíře Templera. Současné čtyři zvony byly vyrobeny v roce 1971 ve zvonařské dílně firmy Manoušek.
Z mobiliáře je pozoruhodná raně barokní kazatelna a křtitelnice z roku 1563.

## Bohoslužby
Bohoslužby se konají v neděli v 9.00, ve středu v 18.00, v pátek v 18.00